# Superior (álbum del Binomio de Oro)
Superior es el decimotercer trabajo discográfico del Binomio de Oro grabado por Codiscos y publicado el 3 de diciembre de 1985. Sus mayores éxitos fueron También te quiero, La chinita, Miedo al amor, Vivo contento, Estar enamorado, Fue aquella tarde y Barranquillera

## Detalles del disco
La imagen de este álbum se dieron en la Península de La Guajira.

## Canciones
1. Estar enamorado (Roberto Calderón) 5:13
2. Barranquillera (Miguel Morales) 4:26
3. También te quiero (Hernando Marín) 4:22
4. La chinita (Alberto Murgas) 3:32
5. Vivo contento (Israel Romero) 4:16
6. Cuando un amor se va (Hernando Marín) 4:49
7. Miedo al amor (Fernando Dangond) 4:09
8. Los ojos no mienten (Romualdo Brito) 4:41
9. Fue aquella tarde (Esteban "Chiche" Ovalle) 5:06
10. La cienaguera (Julio César Oñate) 3:51

- Datos: Q49835529